# Disziplinierung
Disziplinierung ist ein Vermittlungsprozess, der sowohl zu Selbstdisziplin als auch zu Gehorsam führen kann. Im herkömmlichen Sinne wird die Disziplinierung mit Strafen oder deren Androhung verbunden, sie ist auch ein Machtmittel. In der praktischen pädagogischen Anwendung soll sie die innere Einstellung verändern und zu einem überzeugenden Verhalten führen. Während der Sozialisation sorgt sie für Disziplin und Eingliederung in Gesellschaftsformationen. Im Strafvollzug wirkt sie als Ansporn zur Resozialisierung des Strafgefangenen. Zwischenmenschliche Beziehungen werden durch geschlechtsspezifische Verhaltensregeln diszipliniert. In der Ökonomie spricht man von einer Wettbewerbsbeschränkung, wenn Preis und Qualität der eigenen Leistung nicht der Disziplinierung durch einen Marktrivalen unterliegen. Die Vertrauensfrage ist in parlamentarischen Demokratien mitunter ein Instrument der Regierung zur Disziplinierung der Parlamentarier. Totalitäre und diktatorische Staaten setzten ihre Macht durch eine engmaschige Disziplinierung ihrer Beamten ein. Die Disziplinierung innerhalb des Militärs gilt der Steigerung der Kampfbereitschaft und der Führung von geordneten Schlachten.
Die Grundlagen der modernen Disziplinierungsmaßnahmen und -systeme, sowie der praktischen Anwendung von Disziplinierungstechniken sind in ihren Grundzügen auf die Philosophen Michel Foucault und Theodor W. Adorno zurückzuführen.

## Differenzierung
Die Unterscheidung von Disziplin und Disziplinierung besteht im Wesen der Begriffe. Schon die Definition Disziplin stößt an die Grenzen der Eindeutigkeit, denn sie beinhaltet die Bereiche von Selbstdisziplin bis zum Gehorsam. Man findet sie in Zucht und Ordnung sowie Selbstbeherrschung, und man versteht sie als eine persönliche Tugend. Sie spiegelt sich ebenfalls in „Zucht und Maß“ wider. „Zucht ist aufs engste verwandt mit ziehen, aufziehen und erziehen und gleitet schnell in den Begriff Züchtigung über. Auch das Wort Maß hat sich zunehmend in eine qualitative Bedeutung verwandelt und wird nicht mehr als das einem „Zukommende und Entsprechende“ erkannt. Diese beiden Worte stehen im folgenden Sinne für die „Temperantia“, als die Tugend der Zucht und des Maßes“. Disziplin ist somit eine persönliche, auf sich selbst bezogene Eigenschaft, die erlebt, erlernt und anerzogen wird.
Bei der Disziplinierung werden Maßnahmen angewandt, die im ursprünglichen Sinn zur Disziplin anleiten, beziehungsweise sie herstellen oder erneuern. Zuvor muss aber eine Disziplinlosigkeit erfolgt sein oder das Fehlen jeder Disziplin vorliegen. Die antiautoritäre Erziehung früherer Zeiten lehnte Formen der Disziplin ab, die Folge war eine Entdisziplinierung. Das heißt, da wo keine Disziplingrundlagen vorliegen, kann auch keine Disziplinierung erfolgen.

### Foucault und Adorno
In der Analyse der Disziplinierungstechniken sind bei Michel Foucault (1926–1984) und Theodor W. Adorno (1903–1969) Übereinstimmungen unverkennbar. Ihre Ansichten hängen mit der Unterdrückung der eigenen Natur zusammen. Foucault benennt sie als Selbsttechniken. „Der menschliche Körper geht in eine Machtmaschinerie ein, die ihn durchdringt, zergliedert und wieder zusammensetzt. […] Die Disziplin fabriziert auf diese Weise unterworfene und geübte Körper, fügsame und gelehrige Körper […], der Disziplinarzwang verkettet eine gesteigerte Tauglichkeit und eine vertiefte Unterwerfung im Körper miteinander […].“ Die Übereinstimmung der beiden Analysen liegt schon am Beginn, nämlich mit dem Tatbestand einer vernunftvermittelten Zweckdisziplinierung. Die Strafgewalt stellt sich bei Foucault als Äquivalent zum Machttypen der Disziplinierung dar. Der Körper, so schreibt Foucault in Überwachen und Strafen, wird nicht mehr gemartert wie zu Zeiten des Souveräns; über die Disziplinierung des Körpers soll der Geist kontrolliert werden. Sie soll dem modernen Subjekt in „Fleisch und Blut“ übergehen. Die Verinnerlichung dessen beschreibt Adorno, genau wie Foucault und auch Friedrich Nietzsche (1844–1900), in der Unterdrückung der eigenen Natur, die das Subjekt hinnimmt, da es nicht ersichtlich ist; mit Adornos Wort: Der „Verblendungszusammenhang“. Foucault hat seine Repressionshypothese ebenfalls eindeutig als zu enthüllende Täuschung. „Im 17. und 18. Jahrhundert trat dann ein bedeutendes Phänomen auf den Plan: die Erscheinung – oder besser Erfindung – eines neuen Machtmechanismus mit ganz besonderen Verfahren, völlig neuen Instrumenten und ganz anderen Apparaten […] Dieser neue Machtmechanismus bezieht sich zunächst auf die Körper und mehr auf das, was diese tun […].“ Des Weiteren besteht zwischen Foucault und Adorno Übereinstimmung in der Festlegung der Techniken, die zur Disziplinierung benötigt werden, und darüber hinaus bestand Einklang darin, dass die Disziplinierung und Ordnung, vermittelt durch die „Integration“, durch die Gesellschaft überwacht und gewollt ist. Foucault, der genau wie Adorno bei der Begrifflichkeit und der Vernunft beginnt, analysiert die Macht der Disziplin anhand der geschichtlichen Entwicklung. „Es gibt 2 große Revolutionen in der Technologie der Macht: die Neuentdeckung der Disziplin und die Entdeckung der Regulierung (hier des Bevölkerungswachstums), die Perfektionierung einer Anatomo-Politik und die einer Bio-Politik.“

## Disziplinierungsmethoden in der Pädagogik
In der Pädagogik, der Theorie und Praxis von Bildung und Erziehung von Kindern und Jugendlichen, soll die Disziplinierung als ein Vermittlungsprozess zur Disziplin führen. Disziplin darf aber nicht nur mit Sanktionen oder ihrer Androhung durchgesetzt werden, sie soll vielmehr zu einer Veränderung der inneren Einstellung führen.

### Überblick
- Neben der Aufgabe der Erziehung ist zum Beispiel bei Johann Heinrich Pestalozzi (1746–1827) „die Herausführung aus dem natürlichen über den gesellschaftlichen zum sittlichen Zustand maßgebend“.[8]
- Immanuel Kant (1724–1804) versteht den Prozess der Entwicklung von Disziplinierung als Zusammenhang von Erziehung und Bildung. Seine Erziehungslehre stellt den Weg der „Menschwerdung“ von der Natur ausgehend, die Disziplinierung benötigt, bis zur Freiheit dar.[8]
- Die Montessoripädagogik sieht in der Disziplin und Disziplinierung zwei verschiedene Inhalte, die mitunter gleichgesetzt und verwechselt werden. So heißt es dann auch: „Disziplin bedeutet lernen, nicht anzupassen. Lernen ist das Wesen der Disziplin. Lernen, warum man pünktlich zum Essen kommen, zur richtigen Zeit ruhen sollte usw., ist das Lernen über die Ordnung im Leben…Wir nennen einen Menschen diszipliniert, wenn er Herr seiner selbst ist und folglich über sich selbst gebieten kann, wo es gilt eine Lebensregel zu beachten“.[9]
- Die Methode der Disziplinierung nach Ernst Ergenzinger[10] besteht darin, störende Schüler im Unterricht nicht ständig zu ermahnen und ihnen zu drohen, sondern ihr Privatgespräch zu thematisieren und den Schülern in dieser Situation Handlungsoptionen aufzeigen.[11]
- In Alternativschulen wird bei der Methode der Disziplinierung auf Zwangsmittel verzichtet. Es wird auf Verständnis, Einsicht und Vernunft gesetzt. Konflikte unter Kindern und den Erwachsenen schaffen Regeln und Grenzen, die veränderbar bleiben. Zu den gewaltfreien Disziplinierungsmaßnahmen bei Schülern zählt zweifelsfrei die Notengebung, wobei die Klage der Jugendlichen in der Aussage beruht, dass sie in eine große Abhängigkeit der Noten durch stark subjektiv urteilende Lehrer gelangen. „Viele schlecht benotete Jugendliche sehen sich als Opfer der Laune oder Willkür der Lehrer und empfinden Noten als Disziplinierungsmittel.“[12]

## Soziale Disziplinierung
„Sozialdisziplinierung ist eine mehr oder weniger gewaltsame Beeinflussung von Bevölkerungsgruppen im Interesse eines Staates und seiner Politik zur Lenkung der Bevölkerung mit dem Ziel der Durchsetzung politischer Ziele. Diese Ziele können im Erhalt der inneren Ordnung eines Staates oder einer Staatengemeinschaft liegen oder in außenpolitischen Absichten. Die Möglichkeiten einer Sozialdisziplinierung sind vielfältig und reichen von Steuererhebungen bis zu Unterhaltszahlungen. Die Anwendung offener Gewalt ist dabei das schärfste Mittel der Sozialdisziplinierung und erfolgt, wenn andere Mittel nicht mehr zur Verfügung stehen oder nicht wirksam sind.“ Das deutlichste Merkmal für eine radikale Sozialdisziplin gegenüber einer Bevölkerungsgruppe findet sich in der chinesischen Ein-Kind-Politik.

### Geschichte
Die aus der frühneuzeitlichen Epoche stammenden Gesindeordnungen verfügten für das Gesinde Regelungen zur Disziplinierung. Ihr Beginn lag in der Augsburger Polizeiordnung von 1530, mit der der Höchstlohn und die Gesindezeugnisse eingeführt wurden. Später wurden auch der Aufenthaltsort und die Meldepflicht der Bediensteten festgelegt. Dieses war der staatliche Versuch, die jugendliche Schicht zu disziplinieren und gleichzeitig der patriarchalischen Herrschaft, der die Ausübung der Hauszucht erlaubt war, zu unterstützen. Zu den praktischen Methoden der Sozialdisziplinierungen und den Maßnahmen im Strafvollzug gehörten die öffentliche Ausführung der Strafgewalt in Form von Betzekämmerchen, Hundeloch, Hundestall oder Narrenkäfig. Diese Maßnahmen dienten – der Schwere der Taten entsprechend – allein der Disziplinierung der Bürger.

### Sozialer Abstieg
Unter einer besonders harten Methode der Disziplinierung fallen Gruppierungen, die durch ihre Art der Erwerbstätigkeit hervorsticht. Die betroffenen Arbeitnehmer glauben ständig ermahnt zu werden und haben vor einem „sozialen Abstieg“, der durch Arbeitslosigkeit hervorgerufen werden kann, deutliche Ängste. Sie sind nicht fest angestellt, sind im Leiharbeiterstatus und finden keinen Integrationsansatz, sie werden durch einen Herrschaftsmodus sozial gesteuert. „An die Stelle einer Einbindung, die nicht ausschließlich, aber doch wesentlich auf materieller und demokratischer Teilhabe beruhte, treten Integrationsformen, in denen die subtile Wirkung marktförmiger Disziplinierungsmaßnahmen eine deutliche Aufwertung erfährt“. Die Disziplinierung der Arbeitskräfte – die durch den Markt, der wiederum durch Angebot und Nachfrage reguliert wird – kann in einer reichen Gesellschaft eine Vielzahl an Hoffnungen, Ängsten und Traditionen funktionalisieren.

### Geschlechtsspezifische Unterschiede
In vielen Kulturarealen genießt die Frau als Mutter eine hervorgehobene Rolle, da sie die „Trägerin des Lebens“ darstellt. Man sieht sie auch als Kraftquelle der Gesellschaft und trotzdem war und ist sie von einigen Arbeiten ausgeschlossen. Auch wenn man die Frau und Mutter durch feierliche Muttertage hervorhebt, bleibt der Emanzipationsgedanke hinter der Wirklichkeit zurück. Bezüglich der Disziplinierung stand die Frau immer zwischen der sittlichen und gesellschaftlichen Anforderung der Gesellschaften. „Sittliches Verhalten, Selbstbeherrschung und Selbstzwang im Sinne einer systematischen Disziplinierung waren die positiven Werte, die in der bürgerlichen Welt des sexualfeindlichen Jahrhunderts unumstritten galten. Die Verdrängung der Sexualität gipfelte darin, dass die Keuschheit zum heiligsten Gut der Frau erklärt wurde – und schon kleine Mädchen zu einer lustfeindlichen Umgangsweise mit ihrem Körper erzogen wurden.“

### Zwangsehe
„Zwangsverheiratung ist kein kulturelles oder religiöses Phänomen, sondern das Resultat einer patriarchalisch geprägter Gesellschafts- bzw. Familienstrukturen. Zwangsverheiratung nimmt den Betroffenen das Recht auf Selbstbestimmung und verstößt somit auf das Recht auf freiheitliche Eheschließung, welches im Grundgesetzbuch der Bundesrepublik Deutschland (Art. 6 Abs. 1) verankert ist. Eine erzwungene Ehe geht zudem oft mit weiteren Formen von Gewalt einher, wie z. B. verbaler, psychischer und/oder sexualisierter Gewalt […] Daher liegt die Interpretation nahe, dass die Angst um den Ehrverlust als Mittel zur Durchsetzung von Entscheidungen, zur Aufrechterhaltung der Machtverhältnisse in der Familie und Disziplinierung der Töchter benutzt wird.“

Die Disziplinierung der heiratsfähigen Kinder – dieses ist keine nur auf die Töchter bezogene Maßnahme – hat einen kulturell-ethnischen Hintergrund. Die Eltern wollen ihre Kinder nicht an anders geprägte Gesellschaften verlieren. Auf Deutschland bezogen, ist „anzunehmen, dass diese Eltern vielfach aus Mangel an Vertrautheit mit den sozialen und gesetzlichen Gepflogenheiten in Deutschland an ihre aus der Heimat vertrauten Praxis in Deutschland festhalten“. Allein schon die Auflehnung, ja selbst der Versuch, gegen die angeordnete Verheiratung führt in vielen Fällen zu Disziplinierungsmaßnahmen, die das Ziel der Unterordnung anstreben. „Andernfalls werden die Opfer der Zwangsverheiratung, also in der Regel die Frauen, zum Verbleib in eine soziale Isolation und Unterdrückung, teilweise auch von massiver Gewalt geprägten Ehe zu verbleiben, gedrängt.“

### Sexualität
Die Sexualität spielt in den sozialen Machtgefügen eine entscheidende Rolle, „zum einen dient sie der Disziplinierung des menschlichen Körpers und zum anderen der Fortpflanzung“ (vergleiche: Sexualitätsdispositiv nach Foucault). Somit „wird die Sexualität als körperliches Verhalten konstituiert, das Disziplinierungstechniken zugänglich ist, anderseits werden ihr aufgrund der mit ihr in Verbindung gebrachten Zeugung biologische Prozesse der Bevölkerung zugeschrieben“. Das Geschlechtsleben ist aber auch ein Verlangen nach Lust und Befriedigung, die im Zusammenhang mit Liebe, Leidenschaft und Begierde keiner Disziplinierung unterliegt. „Weil das Sexualleben eines Menschen die Rechte und Belange der Mitmenschen berührt oder sogar in sie eingreift, (was nicht nur für die Zeugung zutrifft), bedarf es der Ordnung dieses Bereiches der zwischenmenschlicher Beziehungen durch soziale Übereinkünfte.“ Männer wie Frauen haben sexuelle Wünsche, sie möchten ihre erotischen Träume ausleben. Gleichzeitig fragen sie sich, wie sie es ihrem Partner übermitteln können, um sie ausleben zu können. Die Antwort lautet sexuelle Disziplinierung: „Disziplinierungsrituale bieten den Geschlechtspartnern die Möglichkeiten erotische Neigungen auszutesten und eigene Tabus zu durchbrechen. Toleranz und Respekt sind eine ungeschriebene Grundlage der sexuellen Disziplinierung, sie ist nicht abartig, sie ist nur anders und kann zur Befriedigung körperlicher und seelischer Art und einer neuen Lust-Dimension in der Partnerschaft führen.“ Die Sexualpartner, heterosexuelle, bisexuelle wie homosexuelle, haben verstanden, dass es nicht glücklich macht, eine Beziehung im alten Modus von Überlegenheit und Unterwerfung zu führen. Aber auch in diesen Partnerschaften geht es um Machtfragen; und trotz aller Schwierigkeiten hat es einen Wandel gegeben. Die Disziplinierung geht aus den gesellschaftlichen Vorstellungen und sozialen Rahmenbedingungen hervor, sie beeinflussen wie die Partner miteinander umgehen.

## Strafvollzug
In germanischen Zeiten führten Rechtsverletzungen zu privaten Rachen, während eine schwere Missetat die Acht oder Friedlosigkeit nach sich zog. Mit dem Wachsen eines staatlichen Strafsystems wurde Fehde und Blutrache, insbesondere auf Grund der Landfriedensgesetzgebung zurückgedrängt und durch Buße ersetzt. Das Strafsystem im Mittelalter und früher Neuzeit war grausam und äußerst hart. So entstanden beispielsweise im 16. Jahrhundert sogenannte Spinnhäuser, in denen in der Regel Frauen untergebracht wurden, die verarmt waren, bettelten oder die man beschuldigte, der Prostitution nachgegangen zu sein. Der Name bezieht sich auf die Tätigkeit des Spinnens, die die inhaftierten Frauen verrichten mussten. Die aufgezwungene Arbeit sollte der Disziplinierung dienen, da der hintergründige Zweck der Anstalten eher im Gedanken der Resozialisierung als der Bestrafung lag. Spinnhäuser gelten damit als der Beginn des modernen Strafvollzugs. Bis in das 18. Jahrhundert waren Einrichtungen wie Betzekämmerchen, auch als Hundeloch, Hundestall und Narrenkäfig benannt, Bezeichnung für Sozialdisziplinierung und Strafvollzug. Betzekämmerchen waren bis zur Frühen Neuzeit weit verbreitet, kamen seit der Epoche der Aufklärung nach und nach außer Gebrauch und wurden 1810 im Geltungsbereich des napoleonischen Code pénal ganz abgeschafft. Im 18. Jahrhundert, insbesondere in der Aufklärung, entstand eine Reihe von Strafgesetzbüchern, sie bildeten die Grundlage zu einer personalbezogenen Bestrafung, die im Strafvollzug ihre Umsetzung fand.
Die Strafvollstreckung, heute Strafvollzug, verlagerte sich in Gefängnisse und verlangte von den Strafgefangenen Verhaltensregeln. Sollten diese verletzt werden greifen innerhalb der Strafvollzugsanstalt Disziplinierungsmaßnahmen. „Im Bochumer Gefängnis gibt es fünf Arrestzellen. Dort ist es noch viel härter als in den normalen Hafträumen. Der Arrest ist für diejenigen bestimmt sind, die im Strafvollzug besonders schwer oder mehrfach gegen die Hausregeln verstoßen haben. Sie sollen dort diszipliniert werden. Wer in diese enge Zelle muss, braucht starke Nerven – um alles überhaupt auszuhalten. In der ‚Arrestzelle‘, wie sie offiziell heißt, ist es furchtbar trostlos. Das ist vom Strafvollzug auch so beabsichtigt, weil die, die dort für ein paar Tage hineingesteckt werden, diszipliniert werden sollen, weil sie gegen massiv die Hausregeln verstoßen haben.“

## Patriarchalische Grundzüge
Bereits bei der Thematisierung der Zwangsehe wurden die patriarchalischen Einflüsse auf gesellschaftliche Entwicklungen erwähnt. Max Weber (1864–1920) ordnet das Patriarchat als eine persönliche, auf Gewalt und Gehorsam beruhende Form der traditionellen Herrschaft ein und erklärt, dass alle Herrschaftsbeziehungen durch Sozialisation und gesellschaftliche Verhältnisse entstehen würden.

„Bei der Hausautorität sind uralte naturgewachsene Situationen die Quelle des auf Pietät ruhenden Autoritätsglaubens. Für alle Hausunterworfenen das spezifisch enge, persönliche, dauernde Zusammenleben im Hause mit seiner inneren und äußeren Schicksalgemeinschaft. Für das haushörige Weib die normale Ueberlegenheit der physischen und geistigen Spannkraft des Mannes.“

Zum Beispiel waren die Bauernfamilien des Mittelalters von Autorität und Abhängigkeit geprägt. Sie wurden in einen bestimmten Stand hineingeboren, der ihr Verhalten und ihre Lebensgewohnheiten bestimmte. Die Frau war dem Mann untergeordnet, konnte aber bis zu einem gewissen Maße im Haushalt dominieren. „Erlaubten sie sich jedoch ihre Ehemänner herumzukommandieren, standen […] beispielsweise Maßnahmen wie das „Haberfeldtreiben“ zu ihrer Disziplinierung zur Verfügung.“
Nach christlichem Verständnis stand in der Mitte des 16. Jahrhunderts die Erhaltung und Vergrößerung des Hauses im Vordergrund. Das „ganze Haus“ im Sinne der sozialen Gruppe von Beziehungen, Interaktion und Zugehörigkeiten einschließlich der Familie, gerät in die patriarchalische Herrschaft. Der Mann als Haushaltsvorstand steht verantwortlich für die Befriedigung der Grundbedürfnisse und für die Gesundheit der Haushaltsmitglieder. Mit dieser Anforderung steht eine Betonung auf der überlegenen Position des Patriarchs, zur Erfüllung seiner Aufgaben wurde auf die Vaterfigur des Alten Testaments zurückgegriffen. „Dem Haushaltsvorstand wird ausdrücklich die Funktion der Disziplinierung der ihm Unterstellten zugeschrieben […] zudem wurde der Hausherr mit einem umfassenden Tugendkatalog konfrontiert.“ Als Disziplinierungsmöglichkeit stand ihm die praktische Handhabe der Hauszucht zur Verfügung, die ihm Ermahnungen, Verwarnung und Züchtigung in vorgeschriebenen Maßen einräumten.
Neben der häuslich-patriarchalischen Disziplinierung entwickelte sich parallel hierzu eine herrschaftliche Industrialisierung, der Firmeninhaber übernahm, dem Familienvater ähnlich, eine Fürsorge und Armenpflege, die durch die Anwendung der Disziplinierung und Überwachung geprägt wurde. Dabei wurden die Hausangestellten und Fabrikarbeiter streng kontrolliert und ihr Leben wurde ihnen vorgeschrieben. Die sogenannten „Provisoren“ erfüllten ihre Aufgaben komplett in Eigenregie und verfügten dabei über weitreichende Entscheidungsbefugnisse. „Es verbanden sich hier wohl christlich-patriarchalische Formen der Fürsorge und Nächstenliebe mit dem sozialen Disziplinierungsstrategien der kapitalistischen Gesellschaft.“

## Disziplinierung innerhalb des Militärs
Nach der Niederlage in der Schlacht von Long Island im Jahre 1776 zog George Washington (1732–1799) seine Truppen zurück, um sie zur Erholung und Zusammenführung der Kräfte zu reorganisieren. Einheitliche disziplinarische und organisatorische Strukturen waren nicht vorhanden. Friedrich Wilhelm von Steuben (1730–1794), der als deutscher Offizier unter Washington diente, sammelte die verfügbaren Kräfte in Valley Forge, führte die Disziplinierung ein, erneuerte die Organisation und übte das Feuergefecht einer Armee. Sein erster großer Erfolg lag am 28. Juni 1778 in der Schlacht von Monmouth, in der er die britischen Streitkräfte auf Distanz halten konnte. Das war die Geburtsstunde der militärischen Disziplinierung, mit der man durch Disziplin und Ordnung zum Erfolg gelangte.

### Preußen
In den preußischen Streitkräften bestand der Alltag überwiegend aus Exerzieren, Ausbildung und Drill. Nach dem zeitgenössischen Sprachgebrauch wurden die Soldaten nicht ausgebildet, sondern „abgerichtet“. „Das Zwangssystem Militär diente vor allem der Disziplinierung der Soldaten. Drakonische Strafen wie das Spießrutenlaufen, das auch tödlich enden konnte, waren an der Tagesordnung. Die Soldaten wurden zu Automaten gedrillt, die auf Kommando nach Takt und Tempo verschiedene Handgriffe ausführen mussten. Im Gefecht fungierten sie als Rädchen eines Ganzen. Bei wenigen Metern Sichtweite im Qualm der Gewehre und dem Abspulen der täglich geübten Handgriffe hatten sie keinerlei Entscheidungsspielraum oder Möglichkeiten, sich durch persönliche Tapferkeit auszuzeichnen.“ Mit dem Soldatenkönig Friedrich Wilhelm I. (1688–1740) wurde die Disziplin zum Hauptmerkmal des Militarismus. Die riesige Armee – und erstmals ein stehendes Heer – symbolisierte die Macht des Königs. „Und das Militär verändert den Charakter des Landes. Disziplin und Ordnung entwickeln sich zur neuen Leitkultur, das Soldatische wuchert in den Alltag. Die Soldaten werden in Bürgerhäusern einquartiert, selbst in dienstfreien Zeiten müssen sie Militärrock, Hut oder Halsbinde und sonntags die ganze Uniform tragen. Die überall identische Militärkleidung, die überall gleichen Kommandos und der unbedingte Gehorsam gegenüber dem Oberbefehl des Königs wecken bei den Menschen erstmals das Gefühl, zu einem Staat zu gehören – gerade bei den ländlichen Untertanen, die bisher vor allem ihrem Gutsherrn unterstanden.“

„Soldatische Disziplin ist gewiss nicht durch Strafgesetze zu schaffen. Sie gestaltet sich aus dem Geiste und dem Lebenswillen des Volkes und aus seinen soldatischen Fähigkeiten. Sie bedarf der Pflege durch das stete lebendige Beispiel der militärischen Führer und jeden einzelnen Mannes. Aber sie muss gegen Unwürdige geschützt werden. Die strengen Anforderungen des soldatischen Lebens müssen mit notwendiger Härte gegen jede Art menschlichen Versagens durchgesetzt werden. Rücksicht auf den einzelnen kennt das militärische Leben grundsätzlich nicht.“

### Bundeswehr
Im Erlass „Erzieherische Maßnahmen“, der in der Bundeswehr gültig ist, heißt es zum „Zweck und Bedeutung“: „Erzieherische Maßnahmen dienen der soldatischen Erziehung. Soldatische Erziehung ist Teil einer zeitgemäßen Menschenführung. Sie orientiert sich an den Grundsätzen der Inneren Führung mit dem Leitbild vom Staatsbürger in Uniform. Ihr Maßstab sind die Werte und Normen des Grundgesetzes und die im Soldatengesetz festgeschriebenen Pflichten und Rechte der Soldatinnen und Soldaten…Soldatische Erziehung prägt das Selbstverständnis der Soldatinnen und Soldaten und befähigt sie, ihren Auftrag – auch unter den besonderen Belastungen des Einsatzes – aus Überzeugung zu erfüllen…Soldatische Erziehung wirkt vornehmlich durch das persönliche Beispiel der Vorgesetzten, durch Anleitung, Ermutigung, Anerkennung, aber auch durch Ermahnung, Zurechtweisung und Tadel.“ Disziplinare Maßnahme werden in der Bundeswehr nach der Wehrdisziplinarordnung angewandt. Sie regelt die Würdigung besonderer Leistungen durch förmliche Anerkennungen und die Ahndung von Dienstvergehen durch Disziplinarmaßnahmen. Beide, die Erzieherischen Maßnahmen und die Disziplinarmaßnahmen, dienen wesentlich zur Herstellung und Erhaltung der Disziplin. Mit der Androhung dieser Disziplinierungsmaßnahmen soll den Soldatinnen und Soldaten vor Augen geführt werden welche Sanktionen ihnen bei einer Zuwiderhandlung drohen.

## Tierausbildung und Training
Die Methoden, Tiere auszubilden, wobei es sich nicht nur um Haustiere handelt, wurden und werden oft mit dem Gebrauch von Zwang angewandt. Bei der Tierausbildung im Zirkus und teilweise in Zoologischen Gärten, werden als Erziehungsmethode neben Lob, Verwirrung, auch Zwangsmaßnahmen angewandt, um ein bestimmtes Verhalten oder eine antrainierte Bewegung zu erzwingen. Mit diesen Disziplinierungsmethoden sollen die Tiere eifrig und aufmerksam werden, sowie zu besonderen Leistungen herausgefordert werden. Schlechtes Verhalten soll unter Kontrolle gebracht werden und das konditionierte Verhalten des Tieres verstärken. 
Die moderne, artgerechte Disziplinierung von Tieren, speziell von Hunden, steht im Gegensatz zu den im 19. Jahrhundert angewandten Starkzwangsmethoden. „Über Jahrzehnte war der Starkzwang fester Bestandteil der Hundeerziehung. In den 70ern war zwar die Peitsche nicht mehr gebräuchlich, dennoch orientierte man sich oftmals an der althergebrachten Sichtweise unter Anwendung eines Stachelhalsbandes oder Endloskettenwürgers und Disziplinierung mittels Nackenfellschüttelns.“ Heute geht die Disziplinierung von Hunden zu einem Rudelkonzept. Dazu gehören, angepasst an das jeweilige Alter des Hundes, vier Elemente: Wohlwollende Konsequenz (nie rastet ein Hund so aus, wie es Menschen im Umgang miteinander oder mit Hunden machen), erzieherische Tabuisierung (blocken, ohne zu schlagen), artgerechte Disziplinierung und erzieherisches Spiel.
In der Pferdeausbildung „sollten die Zurechtweisungen möglichst pferdegerecht gestaltet werden, sich also am natürlichen Sozialverhalten in der Herde orientieren. Dabei hilft die Frage, wie sich ein ranghöheres Pferd in der zu korrigierenden Situation verhalten würde, um eine Lösung zu erreichen.“

## Schrift, Sprache und Massenmedien
Mit der Erfindung der Schrift in der Mitte des 4. vorchristlichen Jahrtausends wurde die wichtigste Voraussetzung für das Entstehen einer Hochkultur geschaffen. Dieses Ereignis fiel mit dem Sesshaft werden der Sumerer im südlichen Mesopotamien zusammen. Sie entwickelte sich zu einem System von Zeichen, mit denen eine Sprache aufgezeichnet und lesbar gemacht werden kann. Die Weiterentwicklung der Schrift führte in der Kulturgeschichte der Menschheit dann von der Bilderschrift über die Wort- und Silbenschrift zur Buchstabenschrift. Die Sprache entwickelte sich im Laufe der Jahrtausende als Ausdruck von Gefühlen, Willensregelungen und Gedanken zu artikulierten Lauten. Schließlich wurde sie das wichtigste Verständigungsmittel des Menschen. Es entwickelte sich eine Sprachkunst, die es uns erlaubt in künstlerische Hinsicht Vorträge zu halten, Erzählungen zu übermitteln und Nachrichten zu verbreiten. Die künstlerische Freiheit erlaubt es die Sprache auszuleben, während in der Fachsprache Wortformen und Techniken unerlässlich sind. In beiden Fällen gingen die Entwicklungen nicht ohne Regeln und Ordnungsmaßnahmen vor sich. Die aufgestellten Sprachregelungen beinhalten Formen der Disziplinierung.
Massenmedien sind Kommunikationsmittel zur Verbreitung von Inhalten in der Öffentlichkeit, Medien für die Kommunikation mit einer großen Zahl von Menschen. Zu den Massenmedien zählen sowohl die klassischen gedruckten Medien (heute speziell Printmedien genannt, z. B. Zeitungen, Zeitschriften, Plakate, Flugblätter) als auch elektronische Medien (Rundfunk, Fernsehen- und Online-Dienste). Eine gezielte Disziplinierung befindet sich im Anfangsstadium; so wurden in jüngster Zeit die sogenannten elektronischen sozialen Netzwerke (Facebook, Twitter und andere) aufgefordert – und durch Sanktionsandrohungen verstärkt –, zur Disziplin in ihren Foren beizutragen; dieses ist die Disziplinierung der Massenmedien. Auch von den Massenmedien wird durch Disziplinierungsmaßnahmen Einfluss auf die Verbraucher genommen. Ziel dieser neuen Medien ist die „Disziplinierung der Wahrnehmung“; so werden bei Einführung eines neuen Mediums bestehende Medien sowie die Körper der Rezipienten diszipliniert, wodurch neue Möglichkeiten der Wahrnehmung und Wissensverbreitung entstehen können […] Auch bei der Einführung von Hörfunk und Fernsehen finden ebenfalls zeitliche und räumliche Disziplinierungen der Rezipienten statt, die auch eine starke soziale Komponente hat.

## Sport als Disziplinierungsobjekt
Sport ist die Gesamtheit aller Leibesübungen und Spiele, sein Ursprung liegt im antiken Griechenland. Sport wurde aber auch im Altertum in anderen Ländern praktiziert. Im Mittelalter geriet der Sport zunehmend in den Hintergrund, er erlebte erst im 18. und 19. Jahrhundert eine Wiederbelebung. Nun erhielt er mehr und mehr an Bedeutung und wurde auch für staatliche Systeme von politischem Interesse.
Schon im Deutschen Kaiserreich wurde der Sport zum Mittel für Erziehungs-, Ordnungs- und Gesundheitspolitik eingesetzt. Bis zum Jahre 1933 hatten die deutschen Turn- und Sportvereine über 8 Millionen Mitglieder, ihnen gegenüber standen mit wesentlich weniger Mitgliederzahlen die Arbeitersportverbände (z. B. BSG-Betriebssportgemeinschaft und konfessionellen Sportvereine (z. B. DJK-Sportverband)). 1933 zerschlug das NS-Regime alle Arbeiter- und konfessionellen Sportverbände. Sport wurde nur noch unter politischer Kontrolle oder in NS-Organisationen getrieben. Die SA und der Reichsarbeitsdienst trieben „Wehrsport“ genannte paramilitärische Übungen, die NS-Organisation Kraft durch Freude war für den Breitensport zuständig. Der Nationalsozialistische Reichsbund für Leibesübungen organisierte den Vereins- und Leistungssport für Erwachsene, dem sich auch die SS öffnete. Jugendliche trainierten in der Hitlerjugend, wo Leibesübungen als Pflicht galten, wie eine HJ-Parole ausdrückte: „Dein Körper gehört deiner Nation, denn ihr verdankst du dein Dasein, du bist ihr für deinen Körper verantwortlich.“
Im 20. Jahrhundert kristallisierte sich Sport zum Klassenkampf heraus, es standen sich der „kapitalistische“ und der „marxistische“ Sportgedanke gegenüber. Aus der Sicht des Marxismus zielt der Sport auf Körperkultur, während der Sport im Kapitalismus den Interessen der herrschenden Klasse diene. „Die marxistische Kritik interpretierte den Sport als soziales Disziplinierungsinstrument, mit dessen Hilfe Menschen „passfähig“ für die Verwertungsinteressen des Kapitalismus, d. h. zu willfährigen Objekten der Ausbeutung gemacht werden sollen.“

## Rezension
Die Kritiker werden beanstanden, dass die Rahmenbedingungen zur Disziplinierung nicht klar umrissen wurden. Darüber hinaus werden ihrer Ansicht nach einige Persönlichkeitseigenschaften fehlen oder nicht ausführlich behandelt worden sein. Eine unmissverständliche Abgrenzung ist nicht möglich, denn das Thema Disziplinierung findet in vielen Lebensräumen statt, und es wäre übertrieben zu behaupten, dass sie in allen gesellschaftlichen und persönlichen Umfeldern stattfindet. Da wären noch die Werbung, die Manipulation und die Propaganda zu erwähnen. Auch auf diesen Gebieten wird der Versuch unternommen, die betroffenen Personen zu einem bestimmten Verhalten oder einem Meinungsbild zu disziplinieren. Letztlich birgt auch die staatlich gesteuerte Disziplinierung der Staatsdiener und Bürger ein großes Potenzial, Menschen zu führen und zu beeinflussen.
Zum Thema Disziplinierung ließe sich sagen, dass „der wissenschaftliche Gedankengang darin besteht, ein Geschehen in Ursache und Folge zu zerlegen, um aus den möglicherweise gefundenen Zusammenhängen eine Regel, ja ein Gesetz zu formulieren. Hat man ein solches Gesetz zur Verfügung und ist dieses Gesetz gut, d.h., ermöglicht es erfolgreiche Anwendungen, so sind Problemlagen meist langfristig in einem gewünschten Sinne zu beeinflussen, ja unter Umständen zu ‚lösen‘.“